# 亮度 (散射理论)
在散射理論和加速器物理学领域，亮度（L）是指在單位時間（t）內探测到的事件数量与相互作用的截面
（σ）之比：
{\displaystyle L={\frac {1}{\sigma }}{\frac {dN}{dt}}.}
在cgs單位制下，亮度的单位是cm-2·s-1；在可並用單位下是b-1·s-1。另一常用的术语叫做积分亮度（integrated luminosity，Lint），指的是亮度关于时间的积分，即 {\displaystyle L_{\mathrm {int} }=\int L\ dt}
。
亮度和积分亮度可用于量化评估粒子加速器的能力。所有的对撞实验都是以提高积分亮度为目标；因为更高的积分亮度意味着能收集到更多的实验数据。

## 不同对撞机的亮度比较
以下表格列出了多台粒子对撞机的亮度数据：
| 对撞机   | 相互作用 | L (cm−2·s−1) |
| -------- | -------- | ------------ |
| SPS      | p + p    | 6.0×1030     |
| Tevatron | p + p    | 4.0×1032     |
| HERA     | p + e+   | 4.0×1031     |
| LHC      | p + p    | 1.5×1034     |
| LEP      | e− + e+  | 1.0×1032     |
| PEP      | e− + e+  | 3.0×1033     |
| KEKB     | e− + e+  | 2.1×1034     |